# Nattaung
Nattaung är ett berg i Myanmar.   Det ligger i regionen Kayahstaten, i den centrala delen av landet, 140 km sydost om huvudstaden Naypyidaw. Toppen på Nattaung är 2 623 meter över havet.
Terrängen runt Nattaung är bergig norrut, men söderut är den kuperad. Nattaung är den högsta punkten i trakten. Runt Nattaung är det mycket glesbefolkat, med 3 invånare per kvadratkilometer. I omgivningarna runt Nattaung växer i huvudsak städsegrön lövskog.